# Musheirifa

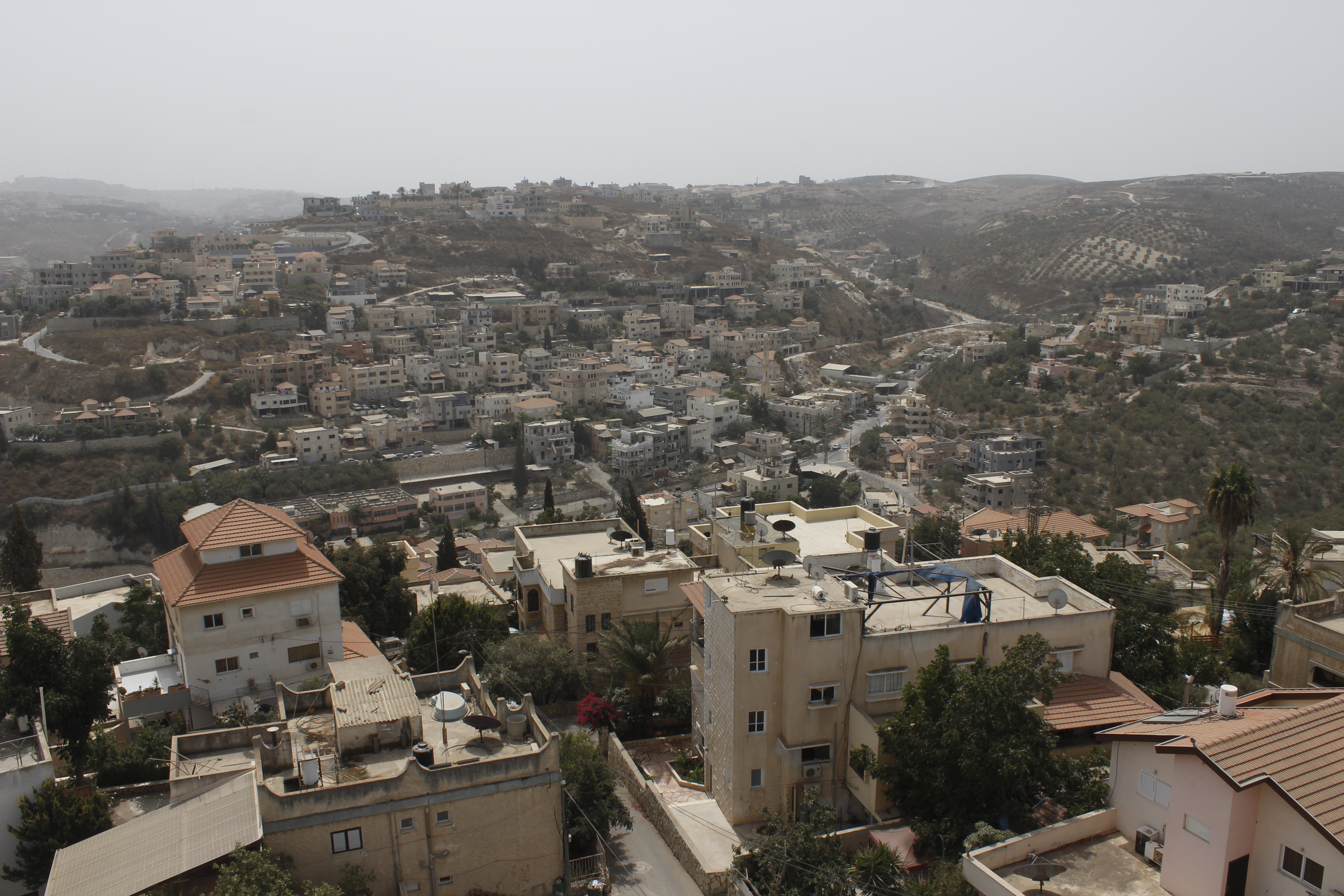
MG 7357 Mushayrifa

Musheirifa (en arabe : المشيرفة, en hébreu : מושיריפה ou מושיירפה) est un village arabe du district israélien de Haïfa. Il est situé dans la région du Wadi Ara, dans le nord du Triangle, à 4 km au nord-est d'Umm al-Fahm. Depuis 1996, il est sous la juridiction du conseil local de Ma'ale Iron. À la mi-2016, la population de Musheirifa était de 3472 habitants, tous musulmans. Le village est divisé en quatre quartiers: Ighbarieh, El-Manshya, Jabbarin et le vieux village. Les habitants sont pour une grande part membres du clan Ighbarieh, qui habite les parties supérieures du village, et du clan Jabbarin, qui habite les parties inférieures. Bayada, qui était un quartier du village, s'en est séparé et est devenu un nouveau village. Musheirifa est médiocrement loti en infrastructures et, comme beaucoup d'autres villages de la région du Wadi Ara, manque de beaucoup d'équipements sociaux et de loisirs.